# انچامپس
انچامپس (به فرانسوی: Anchamps) یک کمون در فرانسه است که در Canton of Revin واقع شده‌است.

## خصوصیات
انچامپس ۲٫۲۶ کیلومترمربع مساحت و ۲۳۴ نفر جمعیت دارد و ۱۴۰ متر بالاتر از سطح دریا واقع شده‌است.